# Pankraz Winiker
Pankraz Winiker OSB (* 16. Dezember 1925 in Beromünster; † 25. Oktober 2013 in Disentis; heimatberechtigt in Triengen; Geburtsname Josef Winiker) war ein Schweizer Benediktinerpater und Abt des Klosters Disentis.

## Leben
Winiker studierte nach seiner Matura in Disentis Katholische Theologie am Luzerner Priesterseminar, wechselte später in das Noviziat der Ordensgemeinschaft der Benediktiner im Kloster Disentis. Am 29. September 1947 legte er Profess ab und nahm den Ordensnamen Pankratius an. Am 12. Mai 1951 empfing er die Priesterweihe durch Christian Caminada, Bischof von Chur. Er lehrte am Internat des Klosters Disentis Mathematik- und Geografie; zudem unterrichtete er das Fach Violine und war von 1970 bis 1999 Chorleiter und Musikdirektor sowie Choralmagister des Klosters. Er wurde 1972 zum Subprior der Abtei gewählt und übernahm 1985 das Amt des Novizenmeisters. 
Am 15. April 1988 wurde er zum 64. Abt der Benediktinerabtei Disentis gewählt und stand dem Kloster bis zum Jahr 2000 vor. Die Abtsbenediktion erteilte ihm am 11. Juni 1988 der Churer Bischof Johannes Vonderach. Sein Wahlspruch war „Pax et gaudium“ (Frieden und Freude). Von 1991 bis 1997 war er als erster Disentiser Benediktiner Abtpräses der Schweizer Benediktinerkongregation.
Nach seiner Emeritierung lebte er 2001 bis 2002 in der Dormitio-Abtei in Jerusalem und engagierte sich in der Ausbildung der Novizen.
Er setzte sich für eine liturgische Erneuerung der Abtei Disentis ein, darunter das deutsche Chorgebet.